# 巴基斯坦的錫克人
巴基斯坦的錫克人是居住在巴基斯坦的錫克人，他們是印裔巴基斯坦人的一部分。約有2～5萬，全體信奉錫克教。他們的父輩在1947年因為某些原因而無法遷移回印度，從而留了下來。錫克人在巴基斯坦議會中有自己的代表。